# Spoordok (Sneek)
Het Spoordok is een voormalig zwembad en tegenwoordig natuurgebied in de stad Sneek.

## Ontstaan
Het Spoordok is rond 1880 ontstaan door de aanleg van de spoorlijn Leeuwarden-Stavoren langs Station Sneek. De grond die nodig was voor de bouw van de lijn werd op deze plek afgegraven, waardoor een stadsmeer ontstond.

## Zwembad
In 1888 werd het Spoordok aangewezen als zwembad voor de inwoners van Sneek. De Sneeker Zweminrichting was verantwoordelijk voor de exploitatie en bouwde een gebouw met onder meer kleedlokalen. In de wintermaanden werd er geschaatst op het Spoordok, onder meer door schaatsvereniging Friso. In Sneek was in die tijd nog een plaats om te baden, te weten het badhuis aan de Badhuisgracht.

### Dode en sluiting
Op 29 juni 1937 sluit het gemeentebestuur van Sneek het zwembad na het overlijden van de heer Mendelsohn. Mendelsohn, leraar aan het Stedelijk Gymnasium, overleed als gevolg van de Ziekte van Weil. Na onderzoek bleek deze ziekte afkomstig uit het zwemwater, waarop het bad gesloten werd. Het aantal ratten was in de laatste dagen even groot als het aantal zwemmers, zo meldt het archief.
Ter vervanging van het Spoordok-bad, werd door gemeente de opdracht gegeven voor de bouw van het zwembad in het Burgemeester de Hooppark. Sinds 2001 is dit zwembad bekend onder de naam It Rak.

## Natuurgebied
Na het sluiten van het zwembad transformeerde het gebied langzaam aan in een groene zone vlak buiten de drukke binnenstad van Sneek. Er ontstond een natuurgebied met een grote diversiteit aan planten en dieren. In het gebied komen bijzondere dieren voor als de meervleermuis, de ijsvogel en de rietzanger.

### Nieuwbouw

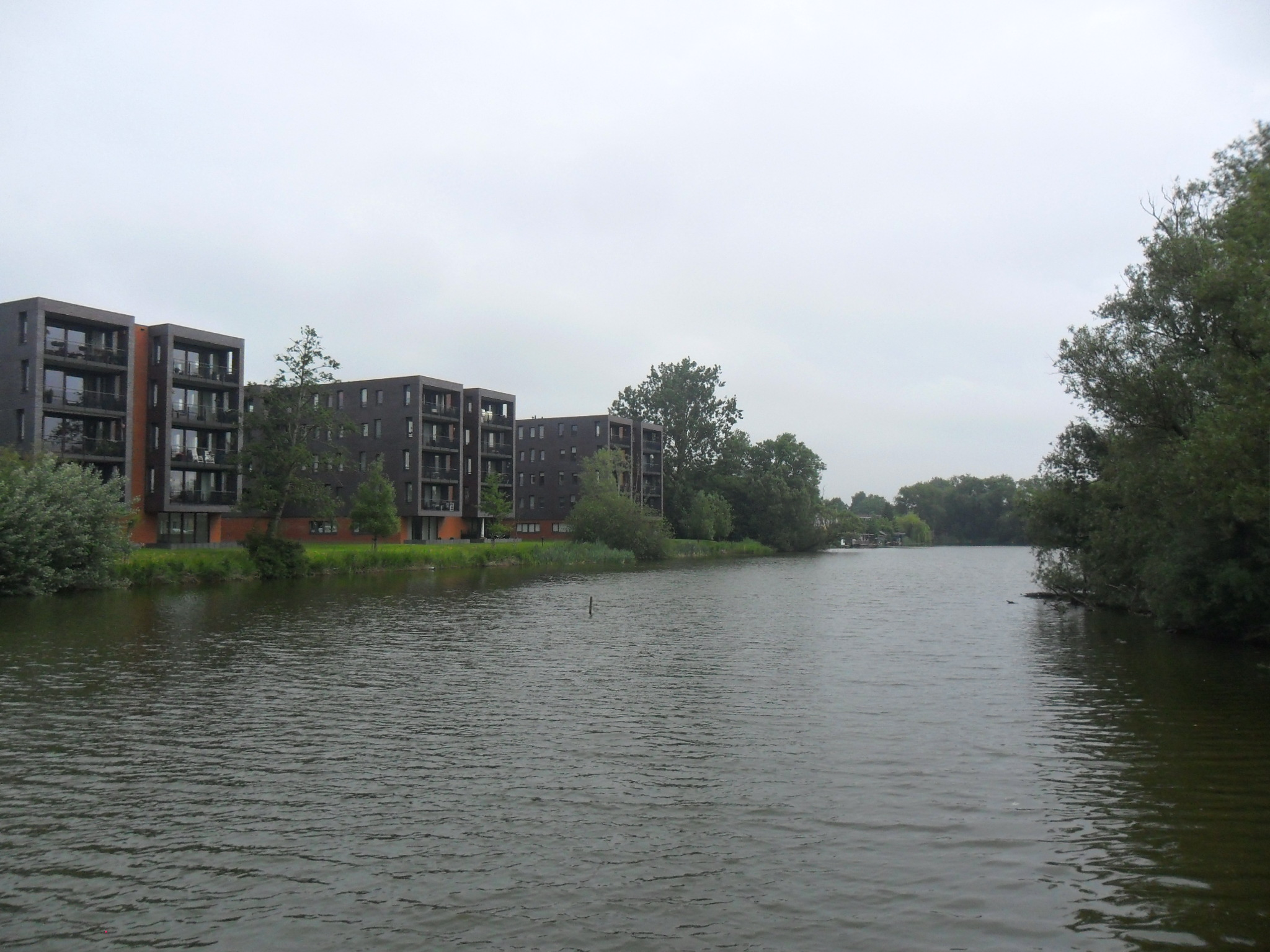
Woontorens aan het Spoordok (2012).

In 2006 komt een deel van de omwonenden, samen met onder meer de SP, in verzet tegen de bouw van woontorens naast het Spoordok. Men biedt een petitie aan met ruim 4.000 handtekeningen, maar de bouw wordt desondanks doorgezet. Op 20 februari 2008 werd de eerste paal geslagen van De Wiekslag, de gebouwen werden in 2009 opgeleverd.